# Торма (деревня)
То́рма (фин. Torma) — деревня в Пустомержском сельском поселении Кингисеппского района Ленинградской области.

## История
Впервые упоминается в Писцовой книге Водской пятины 1500 года как сельцо Торма в Опольском Воздвиженском погосте в Чюди Ямского уезда.
На карте Ингерманландии А. И. Бергенгейма, составленной по шведским материалам 1676 года, она обозначена как деревня Tormaby.
В 1684 году деревню посетил Йоханнес Гезелиус младший, по его мнению в деревне жили ижоры, однако в деревне разговаривали на финском языке.
На шведской «Генеральной карте провинции Ингерманландии» 1704 года она обозначена как деревня Torma.
Деревня Торма упомянута на карте Ингерманландии А. Ростовцева 1727 года.
Деревня Торма обозначена на карте Санкт-Петербургской губернии Я. Ф. Шмидта 1770 года.
В 1801 году баронесса Анна Астафьевна Тизенгаузен (урождённая фон Наундорфф) приобрела мызу Торма близ одноимённой деревни.
На карте Санкт-Петербургской губернии Ф. Ф. Шуберта 1834 года упоминается как деревня Торма, состоящая из 43 крестьянских дворов.

ТОРМА — деревня принадлежит действительному статскому советнику Веймарну, число жителей по ревизии: 54 м. п., 57 ж. п. (1838 год)

В пояснительном тексте к этнографической карте Санкт-Петербургской губернии П. И. Кёппена 1849 года она записана как деревня Torma (Торма) и указано количество её жителей на 1848 год: савакотов — 6 м. п., 9 ж. п., всего 15 человек, русских — 247 человек.
Деревня Торма обозначена на карте профессора С. С. Куторги 1852 года.

ТОРМА — деревня тайного советника, сенатора Веймарна, 10 вёрст почтовой, а остальное по просёлочной дороге, число дворов — 16, число душ — 56 м. п.

ТОРМА — деревня капитана Тизенгаузена, 10 вёрст почтовой, а остальное по просёлочной дороге, число дворов — 18, число душ — 56 м. п. (1856 год)

ТОРМА I — деревня, число жителей по X-ой ревизии 1857 года: 54 м. п., 75 ж. п., всего 129 чел.

ТОРМА II — деревня, число жителей по X-ой ревизии 1857 года: 57 м. п., 53 ж. п., всего 110 чел.

ТОРМА — мыза владельческая при колодце, по левую сторону Рожественского тракта, число дворов — 2, число жителей: 4 м. п., 6 ж. п.

ТОРМА — деревня владельческая при колодце, по левую сторону Рожественского тракта, число дворов — 45, число жителей: 146 м. п., 162 ж. п. (1862 год)

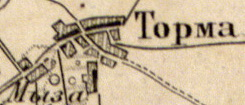
Деревня и мыза Торма на карте 1863 года

В 1872—1873 годах временнообязанные крестьяне деревни Тормы выкупили свои земельные наделы у А. Ф. Веймарн, а в 1873—1875 годах, у Е. Б. фон Тизенгаузен и стали собственниками земли.

ТОРМА I — деревня, по земской переписи 1882 года: семей — 27, в них 69 м. п., 69 ж. п., всего 138 чел.

ТОРМА II — деревня, по земской переписи 1882 года: семей — 30, в них 62 м. п., 62 ж. п., всего 124 чел.

Согласно материалам по статистике народного хозяйства Ямбургского уезда 1887 года мыза Торма площадью 306 десятин принадлежала барону С. О. Тизенгаузену, мыза была приобретена до 1868 года. Барон сдавал в аренду дачу на две квартиры.

ТОРМА I — деревня, число хозяйств по земской переписи 1899 года — 27, число жителей: 68 м. п., 70 ж. п., всего 138 чел.;
 разряд крестьян: бывшие владельческие; народность: русская — 127 чел., финская — 11 чел.

ТОРМА II — деревня, число хозяйств по земской переписи 1899 года — 27, число жителей: 50 м. п., 65 ж. п., всего 115 чел.;
 разряд крестьян: бывшие владельческие; народность: русская — 107 чел., смешанная — 8 чел.

В конце XIX — начале XX века деревня административно относилась к Ястребинской волости 1-го стана Ямбургского уезда Санкт-Петербургской губернии. По приходским данным население деревни было смешанным — финско-русским.
По данным «Памятных книжек Санкт-Петербургской губернии» за 1900 и 1905 годы мызой Торма площадью 307 десятин, владел барон Сергей Орестович Тизенгаузен (1861—1922).
С 1923 по 1927 год деревня Торма входила в состав Тормовского сельсовета Ястребинской волости Кингисеппского уезда.
Согласно данным переписи населения СССР 1926 года в деревне Торма проживали 263 человека — большинство русские, а также финны и эстонцы.
С февраля 1927 года в составе Кингисеппской волости. С августа 1927 года в составе Кингисеппского района.
С 1928 года в составе Пустомержского сельсовета. В 1928 году население деревни Торма также составляло 263 человека.

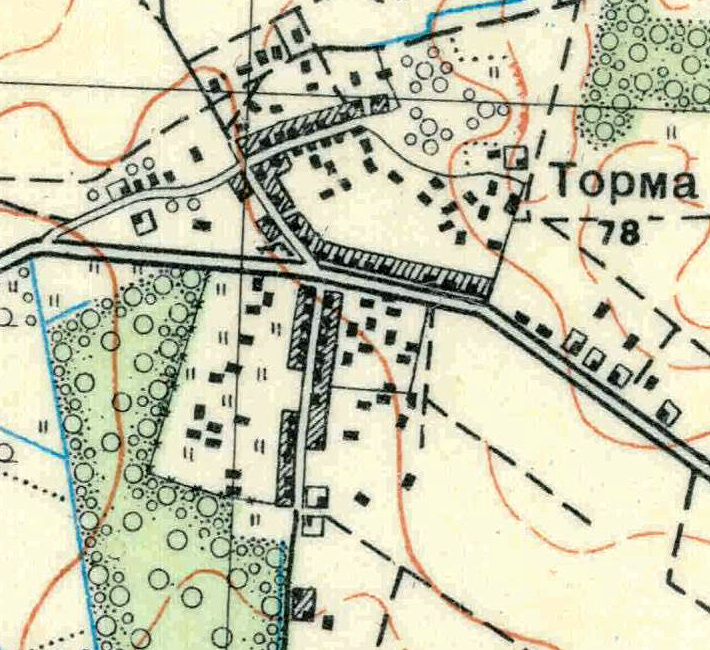
План деревни Торма. 1930 год

Согласно топографической карте 1930 года деревня насчитывала 78 дворов.
По данным 1933 года деревня Торма входила в состав Пустомержского сельсовета Кингисеппского района.
Согласно топографической карте 1938 года деревня насчитывала 49 дворов.
C 1 августа 1941 года по 31 января 1944 года деревня находилась в оккупации.
В 1958 году население деревни Торма составляло 161 человек.
По данным 1966, 1973 и 1990 годов деревня Торма также находилась в составе Пустомержского сельсовета.
В 1997 году в деревне Торма проживали 60 человек, в 2002 году — 55 человек (русские — 82 %), в 2007 году — 88.

## География
Деревня расположена в юго-восточной части района на автодороге 41А-186 (Толмачёво — автодорога «Нарва»), к востоку и смежно с деревней Большая Пустомержа.
Расстояние до административного центра поселения — 2 км.
Расстояние до ближайшей железнодорожной станции Веймарн — 4 км.

## Демография
| 1862 | 2007 | 2010 | 2017 |
| ---- | ---- | ---- | ---- |
| 318  | ↘88  | ↘67  | ↗79  |

### Национальный состав
Согласно данным Всероссийской переписи населения 2021 года в деревне проживали 106 человек, из них:
 русские — 104, крымские татары — 1, другие национальности — 1 человек.

## Улицы
Восточная, Дивенская, Кленовая, Мира, Парковая, Садовая.